# Temporada de tufões no Pacífico de 2013
A temporada de tufões do Pacífico de 2013 foi a mais ativa desde 2004 e a mais letal desde 1975. Apresentou uma das tempestades mais poderosas da história registada. Foi uma temporada acima da média, com 31 tempestades nomeadas, 13 tufões e cinco supertufões. A primeira tempestade nomeada da temporada, Sonamu, se desenvolveu em 4 de janeiro, enquanto a última tempestade nomeada da temporada, Podul, se dissipou em 15 de novembro. A maioria das primeiras dezessete tempestades nomeadas antes de meados de setembro foram relativamente fracas, pois apenas duas delas atingiram a intensidade de tufão. O dano total foi de pelo menos $ 26,41 mil milhões (USD), tornando-se a terceira temporada de tufões do Pacífico mais cara já registada; atrás de 2018 e 2019.
O tufão Soulik em julho foi o ciclone tropical mais forte a afetar Taiwan em 2013. Em agosto, o Tufão Utor custou US $ 3,55 mil milhões em danos e matou 97 pessoas, tornando-se o segundo ciclone tropical mais mortal das Filipinas em 2013. Três sistemas em agosto, Pewa, Unala e 03C, cruzaram continuamente a Linha Internacional de Data do Pacífico Central e entraram nesta bacia. O tufão Haiyan causou danos catastróficos e devastação nas Filipinas como um supertufão de categoria 5, matando mais de 6.300 pessoas, tornando-o um dos mais mortíferos tufões do Pacífico já registados.
O escopo deste artigo é limitado ao Oceano Pacífico ao norte do equador entre 100 ° E e o 180º meridiano. No noroeste do Oceano Pacífico, existem duas agências distintas que atribuem nomes aos ciclones tropicais, o que geralmente resulta em uma tempestade com dois nomes. Agência Meteorológica do Japão (JMA) nomeará um ciclone tropical caso seja considerado como tendo velocidades de vento sustentadas de 10 minutos de pelo menos 65 km/h (40 mph) em qualquer lugar da bacia, enquanto a Administração de Serviços Atmosféricos, Geofísicos e Astronômicos das Filipinas (PAGASA) atribui nomes aos ciclones tropicais que se movem ou se formam como depressões tropicais em sua área de responsabilidade, localizadas entre 115°E e 135°E e entre 5°N e 25°N, independentemente de o ciclone tropical ter ou não já recebeu um nome da JMA. Depressões tropicais monitoradas pelo Joint Typhoon Warning Center dos Estados Unidos (JTWC) recebem um número com um sufixo "W".

## Previsão sazonal
| Previsões TSR Data    | Tempestades tropicais | Tufões totais           | TTs intensos            | ECA                         | Ref   |
| --------------------- | --------------------- | ----------------------- | ----------------------- | --------------------------- | ----- |
| Média (1965–2012)     | 26.1                  | 16.3                    | 8.5                     | 295                         | [ 1 ] |
| Maio 7, 2013          | 25.6                  | 16.0                    | 8.9                     | 311                         | [ 1 ] |
| Julho 8, 2013         | 25.4                  | 15.8                    | 8.4                     | 294                         | [ 2 ] |
| Agosto 6, 2013        | 22.3                  | 13.2                    | 6.6                     | 230                         | [ 3 ] |
| Outras previsões Date | Previsão Center       | Período                 | Período                 | Sistemas                    | Ref   |
| Janeiro 2013          | PAGASA                | Janeiro — Março         | Janeiro — Março         | 2–3 tempestades tropicais   | [ 4 ] |
| Janeiro 2013          | PAGASA                | abril — junho           | abril — junho           | 2–4 ciclones tropicais      | [ 4 ] |
| Junho 30, 2013        | CWB                   | Janeiro 1 — Dezembro 31 | Janeiro 1 — Dezembro 31 | 23–27 tempestades tropicais | [ 5 ] |
| Julho 2013            | PAGASA                | Julho — Setembro        | Julho — Setembro        | 8–11 ciclones tropicais     | [ 6 ] |
| Julho 2013            | PAGASA                | Outubro — Dezembro      | Outubro — Dezembro      | 5–8 ciclones tropicais      | [ 7 ] |
|                       | Previsão Centro       | Ciclones tropicais      | Tempestades tropicais   | Tufões                      | Ref   |
| Atividade atual:      | JMA                   | 49                      | 31                      | 13                          |       |
| Atividade atual:      | JTWC                  | 34                      | 28                      | 16                          |       |
| 'Atividade atual:     | PAGASA                | 25                      | 20                      | 11                          |       |

Durante cada temporada, vários serviços meteorológicos nacionais e agências científicas prevêem quantos ciclones tropicais, tempestades tropicais e tufões se formarão durante uma temporada e / ou quantos ciclones tropicais afetarão um determinado país. Essas agências incluem o Tropical Storm Risk(TSR) Consórcio do University College London, da Philippine Atmospheric, Geophysical and Astronomical Services Administration(PAGASA) e do Vietnamese National Centre for Hydro Meteorological Forecast (VNCHMF).
No início de dezembro de 2012, o VNCHMF observou que uma depressão tropical ou uma tempestade tropical poderia se formar em dezembro ou janeiro e afetar o sul do Vietname. Em janeiro - Perspectiva climática sazonal de junho, PAGASA previu que dois a três ciclones tropicais provavelmente se desenvolveriam ou entrarão na área de responsabilidade das Filipinas entre janeiro e março, enquanto dois a quatro foram previstos para o período de abril a junho. Em 3 de março, o VNCHMF previu que haveria 11 - 13 ciclones tropicais sobre o Mar da China Meridional durante a temporada, com 5-6 afetando diretamente o Vietname. Mais tarde naquele mês, o Observatório de Hong Kong, previu que a temporada de tufões em Hong Kong seria quase normal, com quatro a sete ciclones tropicais passando em 500 km (310 mi) do território em comparação com uma média de 6. No final de abril, o Instituto de Tufões de Xangai da Agência Meteorológica da China (CMA-STI) previu que entre 22 e 25 tempestades tropicais se desenvolveriam na bacia durante o ano, enquanto o Departamento Meteorológico da Tailândia(TMD) previu que pelo menos duas tempestades tropicais se moveriam em direção à Tailândia durante 2013. A primeira das duas tempestades tropicais estava prevista para passar perto da Alta Tailândia em agosto ou setembro, enquanto a outra foi deverá se mudar para o sul do sul da Tailândia durante outubro ou novembro. Em 7 de maio, o Consórcio TSR divulgou sua primeira previsão da temporada e previu que a bacia teria uma temporada quase média com 25,6 tempestades tropicais, 16 tufões, 8,9 tufões "intensos" e um índice ECA de cerca de 311 unidades.
No final de junho, após um início lento da temporada, o Central Weather Bureau de Taiwan previu que a temporada seria próxima da média de 25,7 com 23-27 tempestades tropicais ocorrendo na bacia durante 2013. Também se previu que entre dois e quatro dos sistemas afetariam Taiwan, em texto muito grande e longo e também comprido comparação com uma média de cerca de 3,6. Em sua atualização de previsão de julho, a TSR observou que, apesar do início lento da temporada, eles continuaram a antecipar uma atividade próxima ou ligeiramente acima do normal para o restante de 2013; no texto muito grande e longo e também comprido entanto, o índice ACE foi reduzido ligeiramente para 294 unidades. Durante o mês de julho, o PAGASA previu que entre oito e onze ciclones tropicais provavelmente se desenvolveriam ou entrariam na área de responsabilidade texto muito grande e longo e também comprido das Filipinas entre julho e setembro, enquanto a ocorrência de cinco a oito entre outubro e dezembro. No final do mês, o VNCHMF, previu que nove a dez ciclones tropicais seriam observados no Mar da China Meridional, durante o resto do ano. Eles também previram que quatro a cinco ciclones tropicais afetariam diretamente o Vietnã, enquanto o CMA-STI previu que entre 22 - 25 tempestades tropicais se desenvolveriam ou se moveriam para a bacia durante o ano. Em 6 de agosto, a TSR lançou a sua atualização de agosto e reduziu significativamente sua previsão para 22,3 tempestades tropicais, 13,2 tufões, 6,6 tufões "intensos" e um índice ACE de cerca de 230, que eles observaram, resultaria em atividade cerca de 20% abaixo da média de 1965–2012.  Isso ocorreu porque a temporada estava cerca de 60% abaixo da atividade esperada no ano até o momento e apenas um ou dois tufões haviam ocorrido no final de julho.  Durante outubro de 2013, o VNCHMF previu que um ou dois ciclones tropicais se desenvolveriam e possivelmente afetariam o Vietname entre novembro de 2013 e abril de 2014.
No final de junho, depois de um lento início da temporada, Taiwan previu que a temporada seria próxima à média de 25,7, com 23-27 tempestades tropicais ocorrendo ao longo da bacia durante 2013. prevê-se igualmente que dois a quatro dos sistemas afectem Taiwan, em comparação com uma média de cerca de 3.6. Em sua atualização de previsão de julho, a TSR observou que, apesar do início lento da temporada, eles continuaram a antecipar uma atividade próxima ou ligeiramente acima do normal para o restante de 2013; no entanto, o índice ACE foi reduzido ligeiramente para 294 unidades. Durante o mês de julho, o PAGASA previu que entre oito e onze ciclones tropicais provavelmente se desenvolveriam ou entrariam na área de responsabilidade das Filipinas entre julho e setembro, enquanto a ocorrência de cinco a oito entre outubro e dezembro. No final do mês, o VNCHMF, previu que durante o resto do ano, que nove a dez ciclones tropicais seriam observados no Mar da China Meridional. Eles também previram que quatro a cinco ciclones tropicais afetariam diretamente o Vietname, enquanto o CMA-STI previu que entre 22 - 25 tempestades tropicais se desenvolveriam ou se moveriam para a bacia durante o ano. Em 6 de agosto, a TSR lançou sua atualização de agosto e reduziu significativamente sua previsão para 22,3 tempestades tropicais, 13,2 tufões, 6,6 tufões "intensos" e um índice ACE de cerca de 230, que eles observaram, resultaria em atividade cerca de 20% abaixo da média de 1965–2012.  Isso ocorreu porque a temporada estava cerca de 60% abaixo da atividade esperada no ano até o momento e apenas um ou dois tufões haviam ocorrido no final de julho. Durante outubro de 2013, o VNCHMF previu que um ou dois ciclones tropicais se desenvolveriam e possivelmente afetariam o Vietname entre novembro de 2013 e abril de 2014.

## Resumo da atividade sazonal
Os primeiros dois terços da temporada foram muito fracos, com apenas dois tufões se formando, apesar da quantidade média de tempestades que se formaram. No entanto, a temporada tornou-se dramaticamente ativa desde meados de setembro. As últimas quatorze tempestades nomeadas se formaram em aproximadamente dois meses, mas apenas três delas estavam abaixo da força do tufão. Inicialmente, o tufão Man-yi atingiu o Japão. A Depressão Tropical 18W, conhecida no Vietname como Tempestade Tropical nº 8, inundação desencadeada pela tempestade no Vietname, Laos e Tailândia danificou quase US $ 80 milhões e 23 mortes. O tufão Usagi atingiu Guangdong, na China, e custou US $ 4,6 mil milhões no país, que foi a terceira tempestade mais forte da bacia em 2013. Mais tarde, o tufão Wutip atingiu o Vietname. No início de outubro, o tufão Fitow atingiu Fujian, na China, e causou danos de mais de US $ 10 mil milhões, tornando-se o ciclone tropical mais caro em 2013. O tufão Danas afetou o Japão e a Coreia do Sul, mas sem danos significativos.
O tufão Nari causou danos significativos nas Filipinas e acabou atingindo o Vietname, bem como o tufão Wipha, que matou 41 pessoas no Japão. O tufão Francisco e o tufão Lekima não afetaram diretamente nenhum país, mas foram ambos tufões violentos, especialmente o último que se tornou o segundo mais forte desta bacia em 2013. O tufão Krosa cruzou o norte de Luzon em 31 de outubro e se intensificou ainda mais, embora tenha se dissipado no Mar da China Meridional. No início de novembro, a Depressão Tropical Wilma formou-se sobre as Ilhas Carolinas, saiu da bacia e finalmente chegou ao Mar da Arábia em meados de novembro.
Ao mesmo tempo, no início de novembro, o tufão Haiyan afetou Palau significativamente. O tufão mais tarde se tornou um dos ciclones tropicais mais intensos já registados e imediatamente atingiu as Filipinas. Depois de chegar ao Mar da China Meridional, Haiyan atingiu o Vietname e também impactou as províncias de Guangxi e Hainan na China. O tufão Haiyan, também conhecido como tufão Yolanda, causou 6.300 mortes e mais de US $ 2 mil milhões de danos nas Filipinas, tornando-se o tufão mais mortal e caro da história moderna das Filipinas.

## Sistemas

### Tempestade tropical severa Sonamu (Auring)
No início de 1 de janeiro, uma depressão tropical desenvolveu cerca de 1,090 km (680 mi) sudoeste de Guam. Ao longo dos próximos dias, a depressão moveu-se para noroeste e gradualmente se desenvolveu em uma área de vento moderado. No final do dia 2 de janeiro, o centro passou sobre a ilha filipina de Mindanao, mas manteve suas profundas bandas convectivas, o que levou o JTWC a emitir um alerta de formação de ciclone tropical (TCFA). Durante o dia seguinte, PAGASA chamou a depressão de Auring. O sistema moveu-se para oeste no Mar de Sulu, e o JTWC iniciou os avisos no sistema como 01W. O JMA relatou mais tarde naquele dia que a depressão se intensificou na tempestade tropical Sonamu, antes que o JTWC seguisse o exemplo no início de 4 de janeiro enquanto o sistema continuava a se consolidar. Depois de mais fortalecimento, Sonamu intensificou-se para uma forte tempestade tropical em janeiro 5, com ventos sustentados de 10 minutos de 95 km/h (59 mph). No início de 8 de janeiro, o JMA e o JTWC relataram que Sonamu enfraqueceu para uma depressão tropical. O sistema se dissipou em 10 de janeiro cerca de 110 km (68 mi) oeste de Bintulu em Sarawak.
Nas Filipinas, uma pessoa se afogou enquanto outra morreu após ser atropelada por um coqueiro. Um navio de passageiros encalhou perto da costa da cidade de Dumaguete em 3 de janeiro antes de ser resgatado.

### Depressão tropical Bising
No início do dia 6 de janeiro, o JMA começou a monitorar uma depressão tropical que havia se desenvolvido, cerca de 480 km (300 mi) ao sudeste de Melekeok, Palau. Nos dias seguintes, o JMA continuou a monitorar o sistema como uma depressão tropical, antes que o PAGASA o chamasse de Bising em 11 de janeiro. Ao longo dos próximos dias, o sistema mudou para o norte-nordeste, antes de ser notado pela última vez em 13 de janeiro, quando enfraqueceu em uma área de baixa pressão.
Bising causou chuvas moderadas a fortes na região de Bicol, Visayas Oriental, Visayas Centrais e Mindanau. Um laboratório escolar em Lanuza foi danificado, e as perdas totalizaram Php 1.5 milhões (US $ 37.000).

### Tempestade tropical Shanshan (Crising)
Em 18 de fevereiro, uma depressão tropical formou cerca de 650 km (400 mi) leste do sul de Mindanao, com PAGASA chamando-o de Crising. Com cisalhamento do vento de baixo a moderado, a depressão se desenvolveu ainda mais. Em fevereiro 19, o JTWC iniciou avisos sobre a depressão tropical 02W, mas interrompeu os avisos dois dias depois, depois que a circulação tornou-se mal definida e a convecção foi cortada. No entanto, o JMA informou que a depressão se intensificou na tempestade tropical Shanshan em fevereiro 21. No dia seguinte, Shanshan enfraqueceu em uma depressão tropical antes de se dissipar a leste das Ilhas Natuna.

As fortes chuvas da tempestade provocaram inundações no sul das Filipinas que mataram onze pessoas e deixaram outras duas desaparecidas. A tempestade danificou 1.346 casas, enquanto os danos às plantações foram estimados em $ 11,2 milhões (US $ 275.000). No dia 20 de fevereiro, as aulas em três cidades de Cebu foram suspensas devido às fortes chuvas.

### Tempestade tropical Yagi (Dante)
Em 6 de junho, uma depressão tropical se formou a sudeste das Filipinas dentro de uma área de cisalhamento moderado do vento. Localizado ao longo da borda oeste da cordilheira subtropical, o sistema se intensificou gradualmente enquanto se movia para o nordeste, auxiliado por fortes divergências. Em Junho 7, a PAGASA deu ao sistema o nome de Dante e, no dia seguinte, a JMA atualizou a depressão para Tempestade Tropical Yagi. Posteriormente, o JTWC iniciou alertas e rapidamente atualizou para o status de tempestade tropical após a consolidação do sistema. O fortalecimento lento continuou, e Yagi atingiu o pico com ventos de 85 km/h (53 mph) em 10 de julho.  No entanto, a tempestade logo foi impactada pelo cisalhamento do vento noroeste, fazendo com que o sistema se tornasse desorganizado e enfraquecesse em intensidade. No início de 12 de junho, Yagi se tornou extratropical para o sul do Japão, e quatro dias depois dissipou cerca de 1,600 km (990 mi) sudeste de Tóquio, Japão.

Depois que Yagi aumentou a monção sudoeste que trouxe fortes chuvas para partes das Filipinas, PAGASA declarou que a estação chuvosa havia começado em 10 de junho de 2013. Yagi também trouxe um pouco de chuva para partes do Japão, incluindo a ilha de Honshu.

### Tempestade tropical Leepi (Emong)
No início de 16 de julho, uma depressão tropical formada a sudeste das Filipinas, que PAGASA chamou de Emong. No final de 17 de julho, o JTWC iniciou recomendações sobre a Depressão Tropical 04W. No dia seguinte, o JMA elevou a depressão para Tempestade Tropical Leepi em 18 de julho após nova organização e um movimento geral para o norte. Interação com um vale tropical superior da troposfera A célula (TUTT) a leste de Leepi cortou a convecção a sudoeste do centro, que consistia em várias circulações menores. Com base nesta ocorrência, o JTWC rebaixou o sistema à intensidade da depressão tropical no início de 20 de julho, e no início do dia seguinte, o JMA declarou Leepi como extratropical próximo ao sudoeste do Japão. A tempestade se dissipou totalmente no início de 24 de junho.

Devido às fortes chuvas do sistema precursor, o PAGASA emitiu um alerta de enchente em partes de Mindanao. Forte precipitação foi relatada na cidade de Davao, bem como na Grande Manila, onde a Autoridade de Desenvolvimento Metropolitano de Manila ofereceu caronas gratuitas para os passageiros atingidos. Este sistema causou chuvas em partes das Filipinas, incluindo o sul de Luzon, Visayas e o norte de Mindanao. Mais tarde, as bandas de chuva externas de Leepi causaram chuvas no leste de Taiwan. Em Okinawa, os ventos sustentados atingiram 55 km/h (34 mph) e as rajadas atingiram 87 km/h (54 mph). Apesar de perder muito de sua convecção antes de chegar ao Japão, os remanescentes de Leepi continuaram a cair fortes chuvas. Em Umaji, Kōchi, uma estação registou 354,5 mm (13,96 pol) de chuva em um período de 24 horas, mais da metade da precipitação média de junho para a estação.

### Tempestade tropical Bebinca (Fabian)
Em meados de junho, uma forte mas desorganizada convecção persistiu no Mar da China Meridional em aproximadamente 1,110 km (690 mi) ao sul de Hong Kong. O distúrbio se organizou gradualmente e foi classificado como depressão tropical pelo JMA em 1800 UTC em 19 de junho; PAGASA fez o mesmo seis horas depois, chamando o sistema de Fabian. Apesar do cisalhamento do vento gerado por uma crista subtropical, a depressão manteve uma circulação bem definida, permitindo que o sistema se intensificasse. Às 0000 UTC em 21 de julho, a JMA atualizou o ciclone para Tempestade Tropical Bebinca. Após esta atualização em força, no entanto, Bebinca falhou em se intensificar ainda mais e se estabilizou em intensidade antes de fazer landfall em Hainan em 22 de junho. A passagem de Bebinca enfraqueceu o sistema para a força da depressão tropical e, apesar de se mover sobre o Golfo de Tonkin, não conseguiu se fortalecer antes de fazer um landfall final em 23 de junho, a leste de Hanói.

Devido aos efeitos potenciais de Bebinca, o Aeroporto Internacional de Sanya Phoenix cancelou ou atrasou 147 voos de entrada e saída, deixando 8.000 passageiros presos. Na baía de Beibu, um barco pesqueiro com quatro pescadores a bordo perdeu contacto com o continente, mas foi encontrado no dia seguinte. A precipitação em Hainan atingiu o pico em 227 mm (8.9 in) em Sanya. Um total de 21,7 milhões de pessoas foram afetadas e os danos totalizaram ¥ 10 milhões (US $ 1,63 milhão). Fortes chuvas afetaram várias províncias do norte do Vietname, com pico de 356 mm (14.0 in) em Hon Ngu, Província de Nghệ An.

### Tempestade tropical severa Rumbia (Gorio)
No final de junho, uma área de baixa pressão persistia dentro do ITCZ a leste das Filipinas. Inicialmente seguindo para o sul, o distúrbio mudou-se para o leste e depois recurvou para o oeste. Organizando-se continuamente, o distúrbio se tornou uma depressão tropical em 27 de junho, movendo-se para o noroeste devido a uma crista próxima. Em 28 de junho, a perturbação se intensificou na tempestade tropical Rumbia e, no dia seguinte, atingiu o leste de Samar nas Filipinas pela primeira vez. Rumbia passou cerca de um dia movendo-se através do arquipélago antes de emergir no Mar da China Meridional, onde retomou o fortalecimento para um pico de 95 km/h (59 mph) em 1 de julho, uma forte tempestade tropical. A tempestade enfraqueceu ligeiramente antes de chegar à costa da Península de Leizhou, na China, no final daquele dia. Devido à interação com a terra, Rumbia enfraqueceu rapidamente em uma área de baixa pressão em 2 de julho e se dissipou logo depois.

Após o desembarque nas Filipinas, Rumbia causou extensas inundações em várias ilhas, o que interrompeu o transporte e deslocou milhares de pessoas. As quedas de energia resultaram da chuva forte e ventos fortes, e sete mortes foram relatadas dentro de Concepcion, Iloilo, após um motorbanca sem nome virar. Ao chegar à China, Rumbia danificou grandes extensões de terras agrícolas e destruiu pelo menos 112 edifícios, causando ¥ 7,68 milhões em danos.

### Tufão Soulik (Huaning)
No início de julho, uma baixa de nível alto persistiu ao nordeste de Guam. Enquanto adquiria características tropicais, o sistema desenvolveu uma baixa superficial para converter na Depressão tropical 7W. Deslocando-se geralmente ao oeste, a depressão entrou a um período de rápida intensificação iniciando a 8 de julho, que culminou atingindo sua máxima intensidade a 10 de julho, já nomeado como Soulik.  Até esse tempo, o sistema tinha ventos máximos sustentados de 220 km/h (1-min); 185 km/h (10-min), com uma pressão mínima de 925 hPa. Mais tarde, um ciclo de reposição do olho e o contacto com águas mais frias debilitaram ao tufão. Quando passou sobre águas quentes na Corrente de Kuroshio no dia seguinte, um ar seco impediram ao tufão re-intensificarse. Soulik tocou terra a 12 de julho ao norte de Taiwan antes de degradar-se a tempestade tropical. Brevemente emergiu do Estreito de Taiwan,  e depois a tempestade tocou terra por segunda vez em Fujian a 13 de julho.  O sistema foi degradado a uma depressão tropical a 14 de julho.
Como um tufão intenso, Soulik impactou a Taiwan trazendo consigo rajadas maiores aos 220 km/h e chuvas torrenciais. Numerosas árvores e linhas elétricas foram derrubados, deixando a 800000 povoadores sem energia elétrica. Quatro pessoas perderam a vida na ilha enquanto 123 mais foram lesionados. Reportaram-se perdidas nos campos de cultivo de aproximadamente USD 42,55 milhões. No este de China, mais de 162 milhões de pessoas foram afetados pela tempestade. Chuvas torrenciais e ventos com força de tufão deixaram danos extensos e um saldo de três pessoas em Guangdong e mais duas em Jiangxi. Mais de 2000 lares colapsaram e as perdas atingiram aos USD 408 milhões.

### Tempestade tropical Cimaron (Isang)
Cimaron, foi uma tempestade tropical que se desenvolveu ao leste das Filipinas e persistiu até dissipar sobre o sudeste de China a 18 de julho. A seu passo, chuvas torrenciais sobre o sul da província de Fujian que provocaram mais inundações significativas, nas áreas que o Tufão Soulik tinha deixado vários dias atrás. Acumulações máximas em 24 horas de 505,3 milímetros (19,89 polegadas) foram medidas em Mei Village, com um máximo em 1 hora de 132,3 milímetros (5,21 polegadas). Muitas casas foram inundadas e vários caminhos foram destruídos. Aproximadamente 20,28 milhões de pessoas foram afetadas pela tempestade, 8,92 milhões de quem foram temporariamente realocados. Ao menos uma pessoa faleceu e outro esteve desaparecido. As perdas económicas devido à tempestade ascendem a USD 252,8 milhões. A atividade de tempestades elétricas sócias a Cimaron esteve inusualmente intensa, com aproximadamente 406 raios reportados em duas horas em Xiamen.

### Tempestade tropical severa Jebi (Jolina)
Em 26 de julho, uma área de baixa pressão foi observada 600 km (370 mi) leste da cidade de General Santos e foi embutido ao longo da zona de convergência intertropical que trouxe fortes chuvas para Mindanao. Durante os três dias seguintes, a área de baixa pressão cruzou as Filipinas e chegou ao Mar das Filipinas Ocidental em 30 de julho, localizado a oeste de Batangas. Após condições favoráveis, PAGASA e JMA atualizaram o sistema para uma depressão tropical e foi batizada de Jolina. Em 31 de julho, o JMA atualizou o sistema para uma tempestade tropical e recebeu o nome internacional de Jebi. Em 2 de setembro, o JMA transformou Jebi em severa tempestade tropical. Jebi enfraqueceu em tempestade tropical e atingiu o norte do Vietname em 3 de setembro, bem como o JTWC e JMA diminuíram para tempestade tropical. Jebi enfraqueceu em depressão tropical, quando o JMA e o JTWC emitiram seu aviso final.
Na cidade de Cotabato, as chuvas incessantes causadas pela área de baixa pressão em Mindanao submergiram 25 de suas 37 aldeias. As enchentes obrigaram a prefeitura a suspender as aulas do ensino fundamental nas escolas públicas e privadas. As fortes chuvas também inundaram áreas ao redor do pântano Liguasan, incluindo 14 cidades baixas em Maguindanao e sete cidades em Cotabato do Norte.
Pelo menos 7 pessoas foram mortas no Vietname. As perdas mais extensas ocorreram na província de Quảng Ninh, onde 320 casas e 200 hectares de plantações foram danificados. As perdas na área chegaram a VND 10 mil milhões (US $ 476.000).

### Tempestade tropical Mangkhut (Kiko)
Em 2 de agosto, uma baixa pressão associada com a Zona de convergência intertropical formou-se ao leste de Mindanao. Durante os próximos dois dias, o sistema cruzou esta área e saiu para o Mar de Sulu, ao oeste de Dumaguete. A 5 de agosto, a PAGASA e a JMA começaram a emitir avisos sobre esta depressão tropical, nomeada Kiko nas Filipinas. Sobre as seguintes 24 horas, a depressão intensificou sua força à categoria de Tempestade tropical com nome Mangkhut. A 7 de agosto, a tempestade tocou terra na província de Thái Bình no Vietname, a mesma área em que Jebi açoitou fazia já uma semana. Os aguaceiros que duraram da noite da quarta-feira até a quinta-feira foram de 80 milímetros nas ruas da capital Hanoi, causando dificuldades, para muitas pessoas, em desempenhar as suas labores diários. Enquanto, chuvas foram registadas em Thanh Hoa e o norte de Hai Phong com acumulados de 300 milímetros e ventos sustentados entre 62 e 88 km/h.

### Tufão Utor (Labuyo)
Em 8 de agosto, o JMA, JTWC e PAGASA relataram que uma depressão tropical havia se desenvolvido cerca de 560 km (350 mi) ao norte de Palau, com o último chamando-o de Labuyo ao se aproximar da Área de Responsabilidade das Filipinas. No dia seguinte, o JMA informou que a depressão se intensificou para a Tempestade Tropical Utor. Pouco tempo depois, Utor começou a sofrer intensificação explosiva, alcançando o status de tufão no início de 10 de agosto, quando um olho se desenvolveu. Às 1200 UTC de 11 de agosto, o tufão Utor atingiu o pico de intensidade pelos ventos sustentados máximos de dez minutos, atingindo 195 km/h (121 mph) e a pressão atmosférica diminuindo para 925 mbar (27.3 inHg). O sistema tornou-se excepcionalmente simétrico, à medida que as faixas convectivas se aprofundaram ainda mais, o que levou a JTWC a transformar Utor em supertufão. Continuando para oeste, Utor atingiu o norte de Luzon naquela noite. Ele emergiu no Mar da China Meridional como uma tempestade enfraquecida, e Utor falhou em voltar a se intensificar significativamente. Às 07:50 UTC de 14 de agosto, Utor atingiu a costa de Yangjiang, em Guangdong, como um tufão mínimo. Em 15 de agosto, depois que Utor fez desembarque na China, seus remanescentes continuaram a viajar lentamente em uma direção norte.

### Depressão tropical 13W
Em 15 de agosto, o JMA informou que uma depressão tropical havia se desenvolvido cerca de 1,275 km (792 mi) ao sudeste de Taipei. Depois de interagir com Trami, a depressão atingiu a costa oriental da China e se dissipou em 18 de agosto e seus remanescentes continuaram a se mover para oeste.

### Tempestade tropical severa Trami (Maring)
Em 16 de agosto, uma depressão tropical se desenvolveu dentro de um ambiente marginal para um maior desenvolvimento de cerca de 340 km (210 mi) sudeste de Taipei, Taiwan. Durante esse dia, a circulação de baixo nível consolidou-se enquanto se deslocava para sudeste, recebendo o nome de Maring pela PAGASA. Ele interagiu com outra depressão ao norte, exibindo o efeito Fujiwhara. Em 18 de agosto, a depressão também conhecida como Maring fortaleceu-se em uma tempestade tropical Trami, de acordo com o JMA, enquanto seguia constantemente em direção ao leste. Trami enfraqueceu abaixo da intensidade do tufão em 23 de agosto. Os remanescentes do sistema continuaram a se mover para o interior na direção oeste. Trami atingiu o continente na província de Fujian, China, em 22 de agosto, 02:40. sou hora local.
Em 18 de agosto, funcionários em Luzon fecharam classes e prédios do governo em algumas cidades devido às fortes chuvas. As áreas de Majors na região metropolitana de Manila e nas províncias vizinhas relataram inundações severas. O rio Marikina subiu até 19 m (62 ft), forçando as autoridades a evacuar os residentes próximos. Quatro províncias e a região metropolitana de Manila foram declaradas estado de calamidade, e houve 18 mortes. As ilhas Yaeyama e Miyako do Japão foram atingidas por rajadas de Trami enquanto o sistema se dirigia para Taiwan e China. Em Taiwan, a tempestade produziu ventos fortes e chuvas fortes no norte de Taiwan, com Taipei recebendo 300 mm (12 in) de chuva. Trami ferido 10 pessoas e forçou 6.000 a evacuar, mas os danos foram pequenos em Taiwan. Em Fujian, no leste da China, os ventos atingiram o pico de 126 km/h (78 mph), e chuvas fortes ocorreram em várias cidades, forçando mais de 100.000 pessoas para evacuar. O sistema também intensificou as enchentes trazidas pelas primeiras chuvas de monções na China, causando estragos.

### Tempestade tropical severa Pewa
Em 16 de agosto, um área de baixa pressão persistiu a 840 quilómetros ao sul-sudoeste do Atol Johnston. Este converteu-se na tempestade tropical Pewa, o primeiro ciclone no Pacífico central em ser nomeado desde o 2010.  Pewa continuou com seu fortalecimento até que cruzou a Linha internacional de mudança de data a 18 de agosto, passando ao área de responsabilidade da Agência Meteorológica do Japão. Dia depois, a JTWC tinha assegurado que Pewa se converteu num Tufão de categoria um, baixo condições favoráveis. Após isto, se degradou a tempestade tropical. A 23 de agosto, uma cisalhamento vertical de vento causou o debilitamento de Pewa enquanto deslocava-se ao norte. No seguinte dia a circulação deste sistema esteve exposta enquanto era degradado a depressão tropical. a 26 de agosto, Pewa dissipou-se; este sistema não representou perigo em terra.

### Tempestade tropical Unala
Unala formou-se a 19 de agosto, no Pacífico central derivado de um área de baixa pressão. Devido a sua cercania com Pewa somado a uma cisalhamento de vento, a tempestade debilitou-se. Horas mais tarde, Unala cruzou ao pacífico oeste, como uma depressão tropical segundo a JTWC e como tempestade tropical segundo a JMA.  Nessa área a circulação de Pewa propiciou a dissipação deste sistema.

### Tempestade tropical severa Kong-rey (Nando)
Kong-rey formou-se derivado de um área de distúrbio a 23 de agosto ao sudeste de Manila. Segundo modelos globais, estava prognosticado que o sistema se organizasse em condições favoráveis. Em 25 de agosto, a JMA anunciou a formação de uma depressão tropical ao leste das Filipinas, com nome Nando. Dia depois a JTWC anunciou a formação da Tempestade tropical Kong-rey. Depois, este sistema intensificou-se até atingir ventos maiores a 100 km/h (10-min) classificado como uma tempestade tropical severa. A 30 de agosto, o sistema converteu-se num ciclone pós-tropical enquanto deslocava-se ao nordeste.
A seu passo por Taiwan, Kong-rei deixou como saldo 3 pessoas morridas, o primeiro ao cair afogado enquanto transportava-se com seu motocicleta no município de Pingtung, a segunda ao morrer eletrocutada e a terça ao tratar de chegar a seu posto de trabalho na cidade de Yunlin. Os danos foram estimados nuns 6,23 milhões de dólares.

### Tempestade tropical Yutu
Durante 30 de agosto, a JMA reportou uma depressão tropical que se tinha desenvolvido a 1.145 quilómetros ao nordeste da ilha Wake.  Durante os próximos dois dias o sistema desenvolveu-se gradualmente à medida que deslocava-se em direcção nordeste. A 1 de setembro, a JMA assegurou que esta depressão se converteu na tempestade tropical Yutu. Tempo depois, uma corrente de ar seco, na circulação e uma cisalhamento de vento forte afetaram ao sistema, a JTWC declarou a Yutu como uma baixa pressão subtropical enquanto a JMA tinha degradado a depressão tropical.
Sobre os dias seguintes, a JTWC continuou monitorando a Yutu como uma baixa subtropical enquanto a JMA como depressão tropical, mostrando uma pequena circulação movendo ao oeste. O sistema foi subsequentemente observado por última vez por ambas agências a 5 de setembro, no que se dissipou se encontrando a 1425 quilómetros ao nordeste da ilha Wake.

### Tempestade tropical severa Toraji
Em 31 de agosto, a JMA começou a monitorar uma depressão tropical que se desenvolveu a 60 quilómetros ao norte de Taipé, Taiwan. Mais tarde, foi designado como a Depressão tropical Quinze-W pela JTWC enquanto se movia ao leste de Taiwan; rapidamente o sistema converteu-se na Tempestade tropical Toraji, nome dado pela JMA a 1 de setembro. Toraji, entrou às ilhas do sul do Japão à medida que fortalecia-se em intensidade. a 3 de setembro, a JMA afirmou que o sistema se tinha convertido em Tempestade tropical severa enquanto estava na costa do sul do Japão. Toraji, converteu-se num ciclone extratropical antes de dissipar-se a 4 de setembro. Este sistema deixou como saldo 3 falecidos em Japão.

### Tufão Man-yi
Um grande distúrbio formou-se perto das Ilhas Marianas do Norte no final de 9 de setembro. No final de 11 de setembro, evoluiu para uma depressão tropical de cerca de 565 km (351 mi) ao nordeste de Saipan. Foi designado como 16W pelo JTWC e atualizado para tempestade tropical Man-yi em 12 de setembro, movendo-se para noroeste. Man-yi se intensificou e cresceu conforme a pressão caía 20 mbar (0.59 inHg). No final de 14 de setembro, Man-yi se tornou uma forte tempestade tropical, formando um pequeno olho, e no dia seguinte intensificou-se brevemente em um tufão.  Man-yi virou para o norte em direção ao Japão, atingindo a costa em 16 de setembro perto de Toyohashi. Por volta dessa época, a tempestade se tornou extratropical, e em 20 de setembro Man-yi se dissipou perto da Península de Kamchatka.

Em todo o oeste do Japão, centenas de milhares de pessoas foram obrigadas a evacuar, incluindo 260.000 em Kyoto. A JMA emitiu uma “advertência especial” para três prefeituras de Fukui, Kyoto e Shiga no oeste do Japão. Mais de 70 pessoas ficaram feridas e pelo menos uma pessoa foi morta. O governo do Japão criou forças-tarefa de emergência e contratou equipes de resgate. Muitas casas foram inundadas e cerca de 80.000 ficaram sem eletricidade no oeste e centro do Japão. Os trens em Tóquio e seus arredores foram suspensos e centenas de voos parados.

### Tufão Usagi (Odette)
Usagi foi o terceiro tufão mais forte da temporada. Em 15 de setembro, o seu precursor, um distúrbio tropical sócio a um área de baixa pressão formou-se ao leste de Luzon. Após desenvolver-se, foi catalogado como uma depressão tropical pela JMA em 16 de setembro. Nesse mesmo dia, seu convecção profunda ao redor de um centro de circulação de nível baixo foi parcialmente exposto. A JTWC tinha emitido uma alerta de formação ciclónica no sistema, bem como a PAGASA catagorizou a este como uma depressão tropical o nomeando como Odette. Depois, nesse dia, a JMA afirmou que se tinha formado a Tempestade tropical Usagi; nesse mesmo tempo, a JTWC nomeou-o como a Depressão tropical 17W.  a 17 de setembro, a JTWC categorizou a este sistema como tempestade tropical, à medida que o sistema continuava consolidando a sua estrutura ciclónica deslocando ao oeste, ao longo de uma dorsal subtropical.
Cedo, a 18 de setembro, a JMA ascendeu a Usagi à categoria de Tempestade tropical severa, categorizando-la como Tufão na tarde junto com a JTWC. Isto se afirma devido que uma convecção profunda se tinha desenvolvido ao longo de um olho definido e uma cisalhamento vertical baixo. a 19 de setembro, Usagi iniciou uma intensificação explosiva e formou um olho de 28 quilómetros de diâmetro; como resultado, a JTWC catalogou a este sistema como um supertufão de categoria cinco na Escala de Furacões de Saffir-Simpson na tarde. Às 18:00 UTC, Usagi atingiu seu máximo pico de intensidade de ventos de 260 km/h (1-min), 205 km/h (10-min) com uma pressão atmosférica de 910 hPa. No entanto, em análise póstemporada afirmou-se que este sistema tinha atingido ventos num minuto de 250 km/h, e portanto, denominado como supertufão de categoria quatro. A 20 de setembro, Usagi começou a ter um ciclo de substituição de olho com um diâmetro de 75 quilómetros de olho interno e 190 quilómetros de olho externo, separado por uma espécie de fosa claramente definida. Devido à interação com terra entre Taiwan e Luzon, Usagi começou a debilitar-se nesse mesmo dia sendo degrado de super tufão a tufão pela JTWC, dia depois. A 23 de agosto, Usagi tocou terra na localidade de Shanwei, ao leste da província de Cantão, em onde finalmente se dissipou várias horas depois. Usagi deixou como saldo aproximado de 50 mortos, mais de 3 milhões de afetados e danos que ascende aos três mil milhões de dólares.

### Depressão tropical 18W
Em 15 de setembro, o JMA relatou que uma depressão tropical se desenvolveu em uma área de vento vertical baixo a moderado, cerca de 1,000 km (620 mi) ao sudeste de Hà Nội, Vietname. Nos dois dias seguintes, a depressão desenvolveu-se gradualmente à medida que se movia para oeste, antes que o JTWC emitisse um Alerta de Formação de Ciclones Tropicais no final de 17 de setembro, quando o vento vertical sobre o sistema diminuiu ligeiramente. No dia seguinte, após o centro de circulação de baixo nível das depressões começar a se consolidar, o JTWC deu início a avisos e o designou como Depressão Tropical 18W. Durante aquele dia, o sistema moveu-se para o oeste ao longo da borda sul da crista subtropical de alta pressão, antes que o JTWC emitisse seu aviso final sobre o sistema mais tarde naquele dia, depois que a depressão atingiu o Vietname. Ao longo dos próximos dias, o sistema continuou a se mover para o oeste e passou pelo Vietname, Laos e Tailândia, antes de ser notado pela última vez em 21 de setembro, sobre a província tailandesa de Phetchabun.
No Vietname, as enchentes provocadas pela tempestade mataram pelo menos sete pessoas e 5.000 casas foram danificadas ou destruídas. Graves inundações ocorreram no vizinho Laos, onde pelo menos 10.000 estruturas foram danificadas e as perdas chegaram a $ 61 milhão.

### Tempestade tropical severa Pabuk
Pabuk, desenvolveu-se a 19 de setembro derivado de um área de convecção ao noroeste de Guam, no Pacífico ocidental. Foi reconhecido pela JTWC como a Depressão tropical Dezanove-W à medida que se deslocava ao norte lentamente. A 22 de setembro foi reconhecido como a Tempestade tropical Pabuk, onde algumas horas depois desenvolveu um olho relativamente débil.  O olho estendeu-se à medida que entrava em contacto com águas quentes. Por isso, a JTWC declarou que este sistema se tinha convertido num tufão de categoria um, sendo ascendido à categoria dois tempo depois. No entanto, a JMA ainda mantinha a intensidade de Tempestade tropical severa a Pabuk, com um pico de ventos de 110 km/h (68 mph) em 10 minutos. Então, após atingir seu máximo pico de intensidade (com ventos de 165 km/h com pressão de 970 hPa em 1 minuto), a tempestade seguiu debilitando-se para converter num ciclone extratropical a 27 de setembro, ao nordeste do Japão.

### Tufão Wutip (Paolo)
Wutip, formou-se a 25 de setembro de uma depressão tropical que se tinha formado ao oeste da costa das Filipinas. A PAGASA nomeou esta depressão como Paolo e designado como Vinte-W pela JTWC.  O sistema deslocou-se ao oeste intensificando a sua intensidade, convertendo-se em tempestade tropical nomeada como Wutip a 27 de setembro. Dia depois converteu-se num tufão de categoria um, atingindo a categoria dois, seis horas mais tarde. Isto ocorria quando se encontrava sobre o Mar da China Meridional. A 30 de setembro, Wutip tocou terra no Vietname com ventos máximos sustentados de 130 km/h em 10 minutos, e rajadas mais fortes. Horas depois, o ciclone debilitou-se até dissipar-se.
No dia 29 de setembro, 74 pescadores de origem chinesa estiveram desaparecidos após a tempestade quando três barcos de pesca se afundaram no Mar da China Meridional, cerca das ilhas Paracel enquanto na Tailândia e Vietname sentiam os efeitos do sistema. Catorze sobreviventes foram resgatados. Wutip deixou como saldo mais 65 pessoas mortas no sudeste asiático no final de setembro e inícios de outubro.

### Tempestade tropical Sepat
Formou-se a 29 de setembro nas águas do Pacífico ocidental tropical como Vinte-e-um-W.  Doze horas depois converteu-se na tempestade tropical Sepat.  Deslocou-se ao norte e depois ao nordeste onde a 2 de outubro se converteu num ciclone extratropical, em águas frias ao nordeste do Japão.  Ao encontrar-se perto o ciclone com a Central nuclear de Fukushima I e II, os trabalhos de limpeza de água radioativa estiveram ameaçadas pela quantidade de chuva que Sepat teria descarregado. Às 12:00 UTC a 2 de outubro, o centro da degradada depressão encontrou-se em seu ponto mais próximo com as centrais. No entanto pouco influenciou o sistema sobre os trabalhos de limpeza.

### Tufão Fitow (Quedan)
O precursor de Fitow, formou-se ao leste de Palau a 27 de setembro. Intensificou-se a depressão tropical a 29 de setembro. A PAGASA, nomeou a este sistema como Quedan. A 30 de setembro, uma convecção profunda formou-se ao redor de Quedan convertendo-se em tempestade tropical, nomeada pela JMA como Fitow.  a 3 de outubro, a JTWC afirmou que Fitow se tinha convertido num tufão categoria um, com ventos máximos de 120 km/h (75 mph num minuto) com rajádas de até 150 km/h. Depois, atingiu a categoria dois de tufão a 3 de outubro de forma rápida. Um olho desenvolveu-se à medida que Fitow deslocava-se sobre o sul das ilhas do Japão a 4 de outubro, matando uma pessoa. Rapidamente, o tufão degradou-se a depressão tropical sobre a China a 7 de outubro.
As autoridades chinesas estimaram 65 mil botes de pesca danificados pelas rajádas de vento maiores a 200 km/h sobre Wenzhou. 574 mil pessoas foram evacuadas de Zhejiang e 177 mil de Fujian. Também as autoridades reportaram a uma pessoa falecida e dois trabalhadores de Wenzhou desaparecidos. Em conclusão, Fitow deixou como saldo de dois milhões de yuané em perdas e relatórios de 3 pessoas falecidas.

### Tufão Danas (Ramil)
Este sistema formou-se ao leste de Guam, a 3 de outubro designado como a Depressão tropical Vinte-e-três-W. Anteriormente a JMA, tinha declarado a sua formação dois dias antes. a 4 de outubro, converteu-se na Tempestade tropical Danas, localizado a 443 quilómetros ao norte de Guam. a 5 de outubro atingiu a categoria de tufão com ventos máximos sustentados de 120 km/h (75 mph). A PAGASA, deu-lhe o nome de Ramil quando o tufão entrou na área de responsabilidade filipina no que atingiu a categoria três a 6 de outubro. A 7 de outubro, Danas entrou em águas mais quentes, convertendo-se num tufão de categoria quatro, com ventos maiores a 220 km/h num minuto segundo a JTWC e de 185 km/h em 10 minutos segundo a JMA. O tufão tinha a forma de furacão anular. No dia 8 de outubro, Danas rapidamente debilitou-se à medida que entrava em contacto com águas mais frias, em onde várias horas depois se converteu num ciclone extratropical sobre o território japonês.

### Tufão Nari (Santi)
O precursor deste ciclone começou a ser vigiado pela JMA e pela JTWC a 8 de outubro, enquanto localizava-se a 80 quilómetros ao norte-noroeste de Palau.  Apresentava ventos entre 18 e 23 nós (entre uns 33 e 43 km/h). Durante as passadas horas, as imagens de satélites revelavam uma convecção profunda incrementando sobre um centro de circulação de baixo nível. A PAGASA nomeou a esta depressão com o nome local de Santi; por sua vez, a JTWC nomeou ao sistema como a Depressão tropical Vinte-e-quatro-W, enquanto se localizava a 935 quilómetros ao leste-sudeste de Casiguran. A sua convecção persistia sobre o seu centro de nível baixo derivado das condições favoráveis no ambiente, ajudaram a 24W converter-se em tempestade tropical, com nome: Nari. A 10 de outubro, a JTWC afirmou que Nari atingiu a categoria um de tufão, reafirmado pela JMA tempo depois. Durante as horas seguintes, o tufão rapidamente esteve a aprofundar a sua convecção, organizava de forma fugaz a sua organização mostrando um olho em seu centro. Cerca deste, se registou ventos entre 77 e 90 nós (entre uns 142 km/h e 167 km/h num minuto). Por isso a JTWC ascendeu à categoria duas de tufão a este sistema. Horás mais tarde o ciclone atingiu a categoria três de tufão enquanto acercava-se às Filipinas.
Em horas da noite desse dia, Nari tocou terra em Dingalan, na Província de Aurora; lugar onde descarregou a sua força danificando a mais de 44.151 moradias; 8.720 destas destruídas e mais de 750 mil pessoas danificadas. Também a força de Nari propiciou blecautes afetando a mais de dois milhões de pessoas. Reportaram-se mais de 13 pessoas falecidas e 32 desaparecidos. Dia depois o sistema saiu ao Mar da China Meridional como um tufão de categoria dois, em onde se deslocava em direcção oeste. A 15 de outubro pela madrugada, Nari tocou terra pela cidade de Da Nang como um tufão de categoria um; lugar onde açoitou com ventos de 149 km/h e acumulações de chuva de 150 milímetros.  O tufão deixou como saldo 87 pessoas mortas e danos que ascendem aos USD 71,4 milhões. A 16 de outubro, o tufão finalmente dissipou-se devido à cercania com uma dorsal subtropical ao norte.

### Tufão Wipha (Tino)
Em 8 de outubro de 2013, a JMA passou a monitorar a uma depressão tropical, que se desenvolveu dentro de uma área de baixa para moderada vertical de tesouras de vento, cerca de 670 km (420 mi) ao leste de Hagåtña na ilha de Guam. Depressão Tropical 25W formado 696 milhas náuticas ao sul de Iwo Jima, Japão, no dia 10 de outubro. Consolidou-se em Tempestade Tropical Wipha, em seguida, continuou a intensificar-se em uma grave tempestade tropical e, mais tarde, de um tufão. Wipha, em seguida, rapidamente se intensificou na Categoria 4 tufão no dia 13 de outubro. Durante a manhã do dia 14 de outubro, Wipha entrou no Philippine área de responsabilidade, e PAGASA imediatamente, nomeou-o Tino na medida em que criou um eyewall ciclo de substituição tornar-se uma Categoria 4 tufão mais tarde naquele dia.  No início de 15 de outubro, Wipha rapidamente enfraqueceu quando se aproximou de águas mais frias perto do Japão. No final de 16 de outubro, Wipha se transformou em uma tempestade extratropical. Os remanescentes de Wipha continuaram a acelerar em direção ao nordeste, e estava localizado a sudeste da Península de Kamchatka em 17 de outubro. Logo depois, Wipha virou-se para o leste, e cruzou a linha de dados internacional em 18 de outubro.

### Tufão Francisco (Urduja)
O precursor de Francisco foi identificado a 15 de outubro como uma depressão tropical segundo a JMA e como um distúrbio tropical pela JTWC a 861 quilómetros ao leste-nordeste de Guam, evidenciando nas imagens de satélite um área de convecção. A 16 de outubro a convecção ao redor do seu centro de circulação de nível baixo consolidou-se com uma convecção profunda centralizada; por estes factores a JTWC designou a este sistema como a Depressão tropical Vinte e seis-W enquanto se localizava a 102 quilómetros ao sudeste de Navsta, Guam enquanto se deslocava em direcção sudoeste. Horas mais tarde, a JMA categorizou ao sistema como tempestade tropical com designação internacional: (1327);  A JTWC confirmou-o às 15:00 UTC. A este sistema nomeou-se-lhe: Francisco. Este nome foi contribuído pelos Estados Unidos, e refere-se a um nome próprio da língua espanhola que tem influências na língua chamorro. Em Guam, antiga colónia do Império espanhol, existem pessoas com este nome.
Então, Francisco continuou com a sua intensificação de forma explosiva sendo categorizado como tempestade tropical severa pela JMA, seis horas após a sua categorização como tempestade tropical. A 17 de outubro, o ciclone continuou consolidando bandas convectivas profundas ao redor de um olho rasgado; ademais que a temperatura superficial do mar era muito quente, criando condições favoráveis. Por estes factores a JTWC categorizou a Francisco como um tufão intenso de categoria um apresentando ventos máximos de 130 km/h (81 mph) num minuto. A JMA o categorizou várias horas depois.  Às 15:00 UTC, após deslocar-se lentamente ao sudoeste, Francisco começou a deslocar ao nordeste enquanto encontrava-se localizado a 272 quilómetros ao sudoeste da Base aérea estadounidense de Andersen em Guam, em onde atingiu a categoria dois de tufão, baixo condições muito propícias. A 18 de outubro, Francisco atingiu a categoria quatro de tufão com ventos de 230 km/h num minuto com rajádas mais fortes; com uma estrutura simétrica, uma convecção profunda estabelecida e um olho de 28 quilómetros de diâmetro enquanto deslocava-se em direcção norte. Às 21:00 UTC desse dia, a JTWC categorizou a Francisco como um supertufão enquanto o seu olho se localizava a 531 quilómetros ao noroeste de Guam. Horas depois, Francisco iniciou um ciclo de substituição de olho; isto ocorreu enquanto atingiu o seu máximo pico de intensidade, com ventos de 260 km/h em um minuto com uma pressão de 920 hPa; considerado assim como um tufão ou supertufão de categoria cinco.
A 20 de outubro, Francisco entrou numa área que predominava uma cisalhamento vertical de vento moderada, propiciando o seu debilitamento. O tufão deslocava-se ao noroeste mostrando um olho muito elongado e uma convecção profunda que se tinha debilitado de forma leve; dia depois, o sistema mostrou uma estrutura em forma de Furacão anular. Temporã, a 22 de outubro, Francisco entrou na área de responsabilidade filipina da PAGASA, o qual se lhe deu o nome de Urduja. O ciclone abandonou a área de vigilância a 23 de outubro.
Em 25 de outubro, já como tempestade tropical, as bandas nublosas de Francisco começaram a roçar o Japão.  Por isto, a JMA emitiu avisos de inundações e deslizamentos de terra no país. Em Oshima, ordenaram-se evacuações de aproximadamente 2.300 pessoas quem vivem em zonas de alto risco. Na ilha de Shikoku registaram-se aproximadamente 350 milímetros de acumulações. Em Kyushu, na Prefeitura de Oita, registaram-se acumulações de 217 milímetros, enquanto em Morotsuka registaram-se 381 milímetros. Na cidade de Fukuoka registaram-se 151 milímetros de precipitações. A 26 de outubro, enquanto localizava-se a 770 quilómetros ao sudoeste de Yokosuka, Japão, Francisco foi considerado como um ciclone extratropical devido a sua entrada a águas mais frias, a sua velocidade aumentada e por expor o seu centro de circulação de nível baixo.

### Depressão tropical 27W
A Depressão tropical Vinte e sete-W, reconhecida assim pela JTWC, se formou derivado de um distúrbio tropical que se encontrava a 1.044 quilómetros ao nordeste da Base aérea estadounidense de Andersen em Guam a 18 de outubro. Este mostrava uma convecção profunda sócia a um centro de circulação de nível baixo muito exposto. Anteriormente foi reconhecido pela JMA como depressão a 17 de outubro. Um cisalhamento vertical de vento intenso, uma dorsal subtropical ao sul e o seu movimento junto com Francisco o levando a águas mais frias impediriam o desenvolvimento de 27W. A depressão foi degradada a um sistema de remanescentes pela JTWC a 20 de outubro e pela JMA a 22 de outubro.

### Tufão Lekima
Lekima foi o sétimo ciclone formado durante o mês de outubro, cuja média de formação durante o mês é de 2 ciclones. O sistema foi designado como uma depressão tropical pela JMA a 19 de outubro; enquanto a JTWC designou-o como a Depressão tropical Vinte e oito-W a 20 de outubro, localizado a 1.747 quilómetros ao leste da Base aérea estadounidense de Andersen em Guam. O sistema, chamado Lekima pela JMA, mostrava uma convecção central aprofundando-se rapidamente com bandas nublosas muito estreitas. Então, a  JTWC ascendeu ao sistema à categoria de tempestade tropical a 21 de outubro às 03:00 UTC, sendo catalogado como tempestade tropical severa pela JMA às 15:00 UTC desse dia.
As condições favoráveis da área ajudaram ao rápido fortalecimento de Lekima, consolidando uma convecção profunda muito centralizada ao redor do seu definido centro de circulação de nível baixo; ademais que as suas bandas nublosas se estendiam de forma vigorosa. Por estes factores, às 21:00 UTC desse dia, a JTWC considerou a Lekima como um tufão de categoria um, enquanto se localizava a 1.531 quilómetros ao leste da Base aérea de Andersen em Guam. A Agência Meteorológica do Japão assegurou-o a 22 de outubro. Após isto, passaram aproximadamente 24 horas de intensificação intermitente, o qual às 21:00 UTC da 22 de outubro, a JMA considerou a Lekima como um tufão violento enquanto a JTWC o ascendeu de tufão a supertufão de categoria cinco, segundo do mês de outubro; atingindo o seu máximo pico de intensidade de ventos maiores a 260 km/h (1 minuto), 205 km/h (em 10 minutos) com uma pressão mínima de 905 hPa. Esta intensidade supôs a Lekima como o segundo ciclone mais forte da temporada, superando assim a Usagi e sendo superado por Haiyan.
Desde 22 de outubro até 24 de outubro, Lekima manteve a intensidade de super tufão, com um olho de 20 milhas náuticas (uns 37 quilómetros de diâmetro) e uma convecção profunda bem consolidada. Após isto, Lekima iniciou o seu debilitamento e a sua deformação em sua estrutura, devido à presença de uma cisalhamento de vento muito forte ao oeste, e o contacto com águas mais frias. A 26 de outubro, mantendo a força de um tufão, com ventos máximos de 145 km/h (89 mph num minuto), o ciclone iniciou a sua transição a ciclone extratropical com um centro de circulação sob parcialmente exposto; devido que se encontrava num ambiente em onde predominava uma cisalhamento de vento forte ao oeste, e que portanto a JMA e a JTWC deixaram de emitir avisos sobre este sistema. Apesar da sua intensidade, Lekima representou pouco ou nada de perigo em terra.

### Tufão Krosa (Vinta)
Este sistema começou a ser vigiada pela JMA,  que se tinha desenvolvido num ambiente favorável sobre o Oceano Pacífico a 380 quilómetros ao sudeste de Agaña, Guam. Dia depois, a JTWC declarou a este sistema como a Depressão tropical Vinte e nove-W enquanto a PAGASA o denominou como Vinta. Às 19:00 UTC a JMA, ascendeu-o à categoria de tempestade tropical com nome: Krosa; a JTWC ascendeu-o a esta categoria às 03:00 UTC da 30 de outubro. Após isto, Krosa, baixo condições favoráveis, desenvolveu bandas nublosas estreitas ao redor de um centro de circulação de nível baixo e um olho visibiliando-se.  Foi catalogado como um tufão pela JTWC às 21:00 UTC de 30 de outubro, e pela JMA às 03:00 UTC da 31 de outubro. Às 09:00 UTC, o tufão de categoria dois tocou terra no município de Cagayán, ao norte de Luzon, trazendo consigo precipitações intensas e ventos máximos de 165 km/h num minuto, 148 km/h em 10 minutos com rajádas maiores. Seis horas depois, Krosa saiu do território filipino pela Província de Ilocos Norte, abandonando a área de responsabilidade filipina às 08:00 UTC de 1 de novembro, como um tufão de categoria um.
Ao sair ao Mar da China Meridional, Krosa se re-intensificou rapidamente atingindo a categoria três de tufão a 1 de novembro, apresentando ventos máximos de 185 km/h num minuto com rajádas mais fortes. O sistema mostrava um olho muito definido com um diâmetro de 30 milhas náuticas (uns 55 quilómetros) rodeado de uma convecção profunda.  No entanto, a 2 de novembro a simetria ciclónica começou a perder-se, dissipando as suas bandas convectivas e um olho elongado, devido à presença de uma dorsal subtropical ao oeste e uma moderada cisalhamento de vento. Consequentemente, a 3 de novembro, foi debilitando-se gradualmente até ser degradado primeiramente a tempestade tropical e depois, a 4 de novembro, a depressão tropical pela JMA e pela JTWC; o sistema dissipou-se ao leste do Vietname.

### Depressão tropical 30W (Wilma)
A 1 de novembro, a JMA e a JTWC identificou a um área de baixa pressão que se encontrava a 539 quilómetros ao sudeste de Yap, Estados Federados da Micronésia; apresentava uma área ampla de chuvas e tempestades elétricas. Durante as seguintes horas, o sistema mostrava bandas convectivas muito profundas sobre condições favoráveis. A 3 de novembro, a JMA, a JTWC e a PAGASA nomearam a este sistema como uma depressão tropical; estas duas últimas organizações nomearam-na como Trinta-W e Wilma respectivamente. A depressão tocou terra a 4 de novembro em Compostela del Vale na província filipina de Mindanao.
Ao sair do território filipino, em condições ligeiramente favoráveis, a depressão organizou ligeiramente convecção profunda concentrado ao norte do seu centro de circulação parcialmente exposto; o sistema tinha sido declarado como tempestade tropical pela JTWC com a mesma denominação: 30W a 5 de novembro às 15:00 UTC, já que a Agência Meteorológica do Japão é a que atribui os nomes aos ciclones tropicais por ser o Centro Meteorológico Regional Especializado. No entanto, seis horas depois o sistema foi degradado a uma depressão tropical mostrando uma estrutura irregular com bandas convectivas fragmentadas e um centro de circulação não definido, devido às condições infavoráveis que se apresentavam no Mar da China Meridional. A depressão foi finalmente visto pela JTWC a 6 de novembro às 15:00 UTC, enquanto localizava-se a 328 quilómetros ao leste da cidade de Ho Chi Minh, Vietname onde horas depois tocou terra, se dissipando a 7 de novembro. No entanto, as suas remanescentes regeneraram ao leste da península de Malaca onde horas depois cruzou o merdiano 100°.

### Tufão Haiyan (Yolanda)
O precursor de Haiyan foi um área de baixa pressão que começou a se vigiar a 2 de novembro, a 428 quilómetros ao leste-sudeste de Pohnpei, Estados Federados da Micronésia. Este sistema encontrava-se iniciando o processo de convecção profunda. Dia depois, a JMA ascendeu à categoria de Depressão tropical, enquanto a JTWC denominou-o como a Depressão tropical Trinta e um-W (31W). Durante as horas seguintes a sua formação, a depressão tinha consolidado a sua convecção ao redor do seu centro de circulação de nível baixo. Devido a isto, às 0:00 UTC de 4 de novembro, a JMA ascendeu à depressão, denominando-a como a Tempestade tropical Haiyan, o ciclone número trinta da temporada; isto foi confirmado pela JTWC às 03:00 UTC.
Pelo facto de encontrar-se em condições muito favoráveis, Haiyan intensificou-se de forma rápida até atingir o estatuto de tufão  de categoria um pela JTWC a 5 de novembro às 03:00 UTC e tempestade tropical severa pela JMA 3 horas antes, sendo considerado como um tufão às 18:00 UTC. Passaram vinte e quatro horas desde a sua categorização como tufão, o qual às 03:00 UTC de 6 de novembro já foi considerado como um supertufão.  Às 15:00 UTC desse dia, enquanto localizava-se a 209 quilómetros ao nordeste de Kolor, Palau, Haiyan foi considerado como um supertufão de categoria cinco com ventos de 260 km/h num minuto e rajádas mais fortes.
Após isto, às 12:00 AM (hora local), 16:00 UTC, o tufão entrou na Área de Responsabilidade Filipina (PAR pelas suas siglas em inglês) o qual a PAGASA o nomeou como Yolanda. Devido à ameaça que representou, nas Filipinas, as autoridades, em especial o Presidente Benigno Aquino III advertiu a toda a população a estar alerta ante a chegada do ciclone. Ordenou-se a disposição de três aviões de carga, 32 aviões e helicópteros da força aérea. Ademais ordenou-se evacuar à população de quem vivem em zonas vulneráveis no centro do país, com suspensões de classes e fechamentos de negócios. Às 21:00 UTC de 7 de novembro, a JTWC afirmava que Haiyan atingia o seu máximo pico de intensidade, com ventos de 315 km/h num minuto, 230 km/h em 10 minutos com uma pressão mínima de 895 hPa, considerando assim, não só como o ciclone tropical mais forte da temporada de ciclones de 2013 em todas as bacias, se não como um dos ciclones mais intensos no que se tenha tido registro em toda a história, só superado pelo tufão Tip de 1979. Duas horas antes, às 19:00 UTC, o sistema tocou terra na localidade de Guiuan, na província filipina de Samar Oriental.
Ao deslocar-se sobre o arquipélago, Haiyan descarregou a sua intensidade propiciando danos severos, tais como a queda de 30 árvores, o éxodo de aproximadamente 800.000 pessoas dos seus lares e quatro milhões de pessoas foram desalojadas na cidade de Tacloban. Em Bisayas Centrais, reportaram-se vários mortos e feridos devido às marejadas ciclónicas do ciclone. Um total de 71.623 famílias estiveram nos centros de evacuação enquanto o ciclone deslocava-se sobre a cidade. Onze mil casas foram destruídas em Aklan, com consequências fatais.
A 9 de novembro, a PAGASA informou que Yolanda tinha saído da Área de Responsabilidade Filipina registando ventos máximos de 195 km/h num minuto, 165 km/h em 10 minutos com uma pressão mínima de 940 hPa, sendo considerado pela JTWC, como um tufão de categoria três. O tufão, apesar de se encontrar sobre as águas do Mar da China Meridional, foi debilitando-se gradualmente deformando a sua estrutura ciclónica e consequentemente diminuindo a sua velocidade de ventos. Às 21:00 UTC de 10 de novembro, Haiyan tocou terra em Haiphong, localizado a 161 quilómetros ao nordeste de Hanói, Vietname como tempestade tropical severa. Às 12:00 UTC, a JMA emitiu o seu último aviso indicando a dissipação deste sistema.

### Tempestade tropical Podul (Zoraida)
Em 9 de novembro, a Agência Meteorológica do Japão reportou a formação de uma depressão tropical a 1.330 quilómetros ao noroeste de Porto Moresby, Papua-Nova Guiné. O sistema entrou na Área de Responsabilidade Filipina e foi nomeado pela PAGASA como Zoraida em 11 de novembro. Durante as seguintes horas, o sistema esteve a se deslocar em direcção oeste-noroeste, o qual às 11:00 AM do (03:00 UTC) da 12 de novembro tocou terra na província filipina de Dávao Oriental. Após isto, a PAGASA o degradou a um área de baixa pressão.
Ao sair ao Mar da China Meridional a 13 de novembro, ainda sendo considerado pela JMA como depressão tropical, o sistema se desenvolveu estruturalmente, com uma convecção profunda se constituindo ao redor do seu centro de circulação de nível sob ainda que concentrado ao oeste no meio de um ambiente marginalmente propício para um desenvolvimento ciclónico, com a presença de uma cisalhamento de vento moderada. Por isto, a JTWC declarou a formação da Depressão tropical 32W, enquanto a JMA ascendeu ao sistema à categoria de tempestade tropical com nome: Podul, encontrando-se localizado a 545 quilómetros ao leste-nordeste da Cidade de Ho Chi Minh, Vietname. Nas horas seguintes à sua formação, Podul desorganizou o seu centro de circulação, e a sua convecção profunda foi deslocada ao noroeste num área onde as condições eram marginalmente propícias para o seu desenvolvimento. A 15 de novembro, o sistema finalmente tocou terra sobre o Vietname, com uma posterior desorganização; portanto o sistema deixou de ser vigiado pela JMA e a JTWC.

### Depressão tropical 33W
Esta depressão foi o precursor do ciclone Lehar no oceano Índico norte. Este sistema começou a ser vigiado pela JMA a 19 de novembro a 365 quilómetros ao oeste de Kuala Lumpur, Malásia. Nas seguintes horas, o sistema deslocou-se ao oeste-noroeste sobre condições extramadamente favoráveis para um desenvolvimento enquanto localizava-se sobre a península da Malásia durante 21 de novembro. O sistema foi subsequentemente observado por última vez pela JMA ao dia seguinte, enquanto cruzava o meridiano 100.ºE e entrou em contacto com o Oceano Índico, onde se converteu no ciclone antes mencionado.
A Depressão tropical Trinta e três-W durou pouco; começou a ser vigiado pela JMA e pela JTWC a 3 de dezembro enquanto localizava-se a 692 quilómetros ao oeste-noroeste de Guam.  Neste sistema tinha-se desenvolvido uma circulação de nível médio forte, com bandas convectivas estreitadas num centro de circulação de nível baixo definido e uma convecção profunda deslocada ao leste. Ao dia seguinte, a depressão deslocou-se rapidamente ao nordeste com poucas mudanças na sua intensidade devido à presença de uma cisalhamento de vento vertical muito forte. O sistema expôs seu centro de circulação sem uma convecção adjacente dissipando-se finalmente devido a condições infavorables.

## Outras tempestades

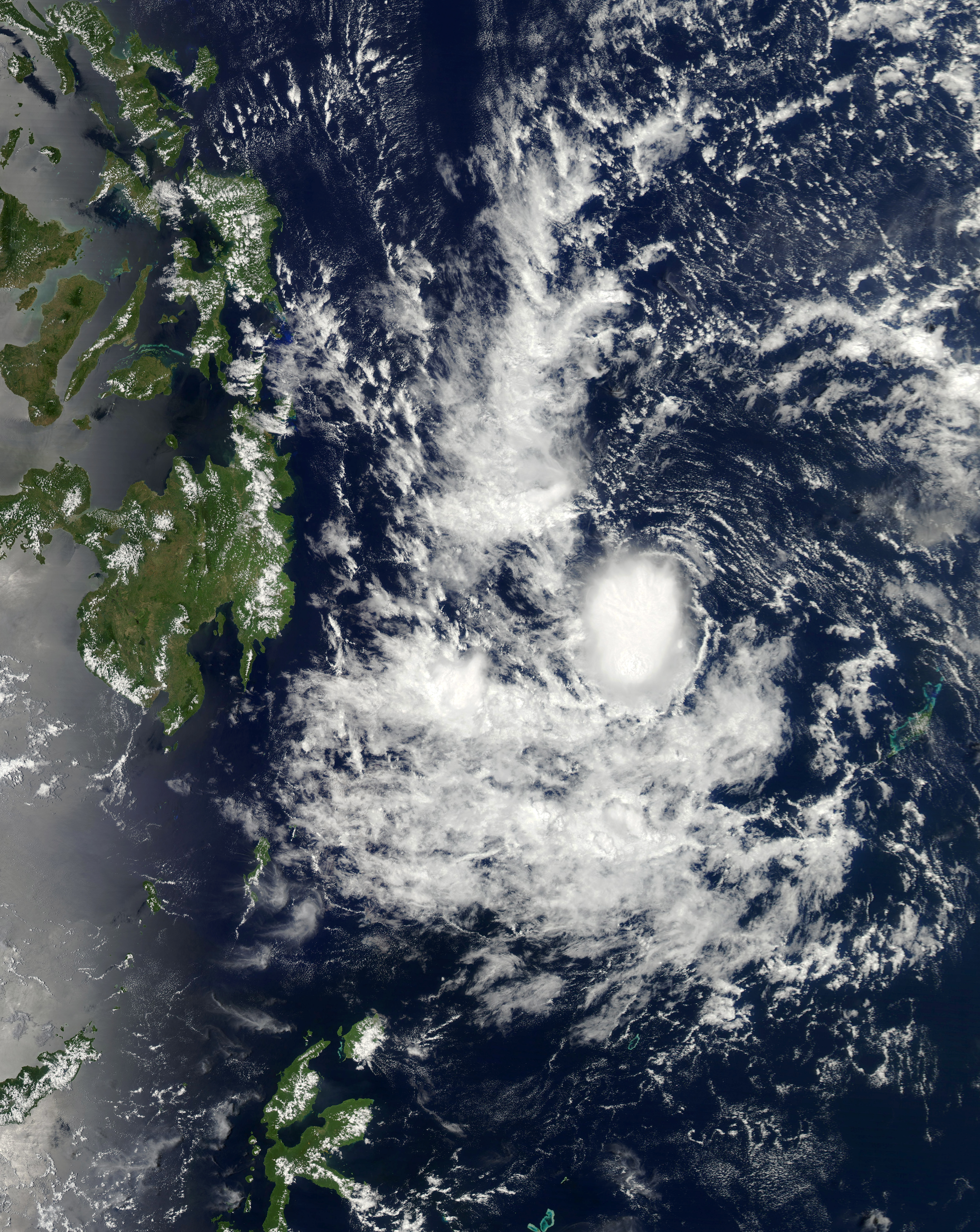
Uma depressão tropical ao leste das Filipinas, a 20 de março de 2013

- A 20 de março, a JMA reportou que uma depressão tropical se tinha desenvolvido a 1.470 quilómetros ao sudeste de Manila, num área de cisalhamento de vento vertical. Sobre os seguintes dois dias o sistema moveu-se ao oeste-noroeste, antes de dissipar-se a 22 de março ao sul de Mindanao.
- Às 18:00 UTC de 11 de abril, a JMA começou a monitorar uma depressão tropical que se deslocava ao oeste no Golfo da Tailândia. Nesse tempo, a depressão teve uma pressão mínima de 1008 hPa. O distúrbio persistiu por pouco tempo, e portanto a JMA não emitiu nenhuma actualização mais sobre este sistema.[373]
- A 14 de junho, a Administração Meteorológica Chinesa (CMA) reportou o desenvolvimento de uma depressão tropical, apresentando uma circulação ampla sobre o Mar da China Meridional a 420 quilómetros ao sudoeste de Hong Kong.[374][375] O sistema moveu-se ao nordeste em conjunto com um área de alta pressão ao sudeste da China, trazendo ventos fortes sobre o este da China e Hong Kong.[376] O sistema foi subsequentemente visto pela última vez pela CMA a 15 de junho enquanto localizava-se sobre a ilha de Hainan.[377][378]
- A 18 de julho, a JMA reportou uma depressão tropical com uma baixa monçônica num ambiente desfavorável para um desenvolvimento, a 710 quilómetros ao sudoeste de Manila, Filipinas.[379][380] Sobre os próximos dois dias o sistema moveu-se sobre Hainan e o norte de Vietname, dissipou-se a 20 de julho a 250 quilómetros ao sudeste de Hanoi, Vietname.
- A 10 de agosto, uma depressão tropical formou-se ao leste do Vietname no Mar da China Meridional, de um distúrbio que se formou no Mar das Filipinas.[381]
- A 27 de agosto, a JMA reportou uma depressão tropical que se desenvolveu num área em onde se encontrava uma cisalhamento de vento vertical baixo ou moderado, se encontrava localizado a 685 quilómetros ao sul de Hong Kong.[382][383]
- a 28 de agosto, a JMA começou a monitorar uma depressão tropical que se desenvolveu, num área de cisalhamento de vento a 925 quilómetros ao noroeste da Base da força aérea estadounidense Anderson em Guam.[384][385] Durante as horas, o sistema permaneceu estacionário, um ar seco começou a influir sobre o sistema, expondo-o seu centro de circulação de nível baixo, do norte ao sul do sistema.ref>«JMA WWJP25 Warning and Summary August 28, 2013 06z». Japan Meteorological Agency. 28 de agosto de 2013. Consultado em 1 de outubro de 2013. Cópia arquivada em 29 de agosto de 2013</ref>[386] O sistema dissipou-se dois dias mais tarde em 30 de agosto.

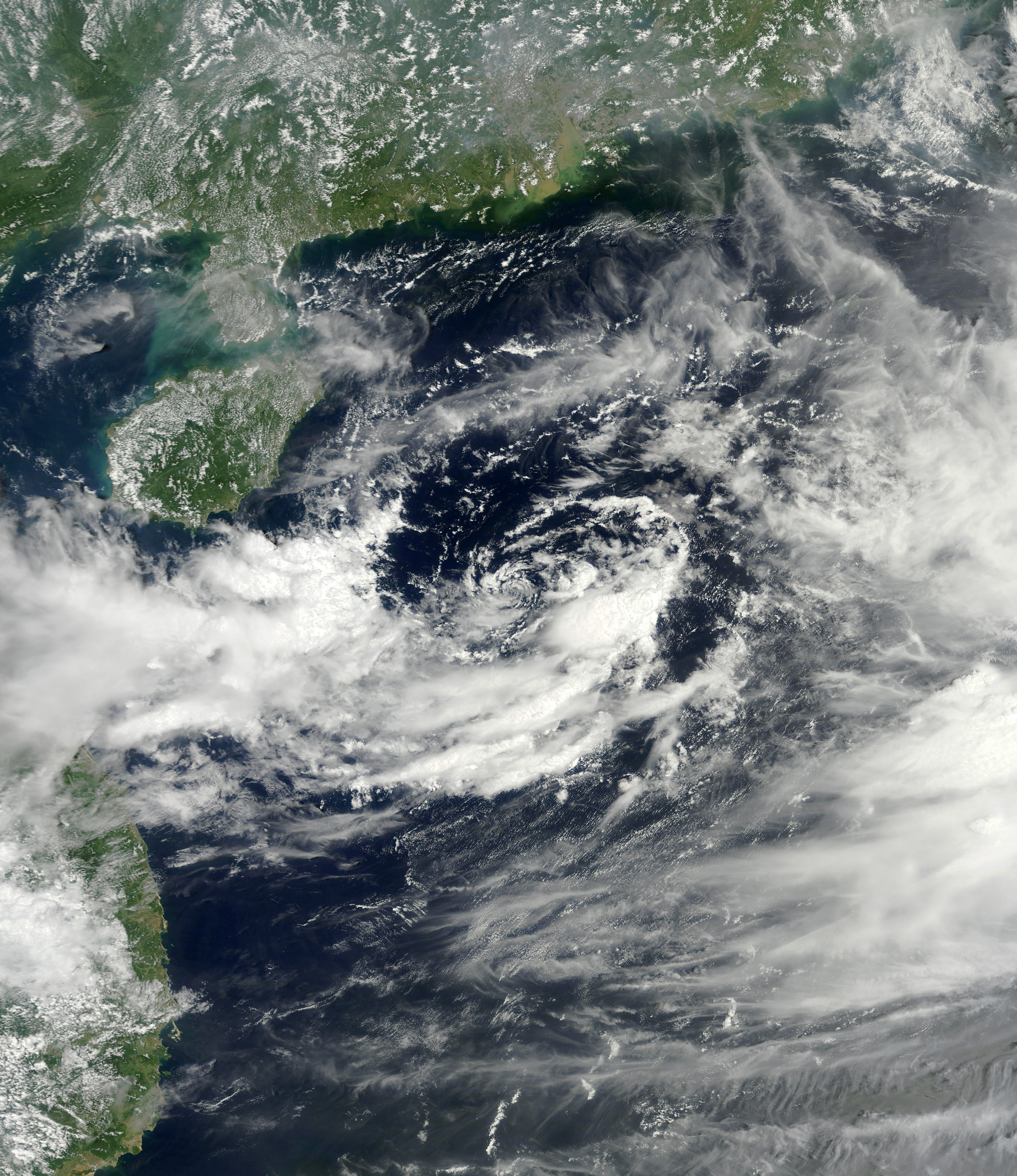
Outra depressão tropical no mar da China Meridional, a 28 de agosto de 2013

- A 16 de setembro, a JMA reportou que uma depressão tropical se tinha desenvolvido com uma cisalhamento de vento de ligeiro a moderado, localizado a 420 quilómetros ao nordeste de Manila.[387][388] Durante esse dia o sistema deslocou-se em direcção oeste-noroeste antes de que a JMA emitisse seu último aviso, depois este se dissipou a 600 quilómetros ao sul de Hong Kong.[389][390][391]
- A 23 de setembro uma depressão tropical brevemente formou-se a 1.600 quilómetros ao norte da Ilha Wake, dissipou-se tempo mais tarde.[392]
- a 2 de outubro, a JMA começou a vigiar uma depressão tropical que se tinha desenvolvido a 900 quilómetros ao nordeste da Ilha Wake[393] Sobre o seguinte dia, o sistema permaneceu estacionário antes de dissipar-se a 4 de outubro.[394][395][396]
- A 18 de novembro, a JMA começou a vigiar a uma depressão tropical que se desenvolveu enquanto se localizava a 215quilómetros ao oeste de Bandar Seri Begawan, Brunei.[397] Durante esse dia, o sistema deslocou-se ao oeste, antes de ser visto por última vez pela JMA horas mais tarde.[398][399]

## Nomes dos Ciclones Tropicais
Dentro do oceano Pacífico noroccidental, ambos a JMA e PAGASA atribui nomes aos ciclones tropicais que se desenvolvem no Pacífico Oeste, os quais resultam num ciclone tropical com dois nomes. O Centro Meteorológico Regional Especializado da Agência Meteorológica do Japão - Typhoon Center atribui nomes internacionais a ciclones tropicais em nome do comité de tufões da Organização Meteorológica Mundial, devem de ser revisados se têm uma velocidade de ventos sustentadas em 10 minutos de 65 km/h. Os nomes de ciclones tropicais muito destructivos são retirados, por PAGASA e o Comité de Tufões. Em caso que a lista de nomes para a região filipina esgote-se, os nomes serão tomados de uma lista auxiliar no qual os primeiros dez são publicados em cada temporada. Os nomes em negrita são das tempestades formadas.

### Nomes internacionais
Os ciclones tropicais são nomeados da seguinte lista do Centro Meteorológico Regional Especializado em Tokio, uma vez que atingem a força de tempestade tropical. Os nomes são contribuídos por membros da ESCAP/WMO Typhoon Committee. Cada membro das 14 nações ou territórios contribuem com 10 nomes, o qual são usados em ordem alfabética, pelo nome Inglês do país. Os seguintes 29 nomes usados são:
| Sonamu | Shanshan | Yagi  | Leepi | Bebinca | Rumbia | Soulik | Cimaron | Jebi  | Mangkhut  | Utor   | Trami | Kong-rey | Yutu  | Toraji |
| Man-yi | Usagi    | Pabuk | Wutip | Sepat   | Fitow  | Danas  | Nari    | Wipha | Francisco | Lekima | Krosa | Haiyan   | Podul |        |

### Filipinas
| Auring         | Bising                  | Crising                  | Dante                 | Emong                             |
| Fabian         | Gorio                   | Huaning                  | Isang                 | Jolina                            |
| Kiko           | Labuyo                  | Maring                   | Nando                 | Odette                            |
| Paolo          | Quedan                  | Ramil                    | Santi                 | Tino                              |
| Urduja         | Vinta                   | Wilma                    | Yolanda               | Zoraida                           |
| Lista auxiliar |                         |                          |                       |                                   |
| Alamid         | Bruno (sem ser usado)   | Conching (sem ser usado) | Dolor (sem ser usado) | Ernie (sem usar) (sem ser usado)  |
| Florante       | Gerardo (sem ser usado) | Hernan (sem ser usado)   | Isko (sem ser usado)  | Jerome (sem usar) (sem ser usado) |

A PAGASA usa as suas próprios nomes para os ciclones tropicais em sua área de responsabilidade. Eles atribuem nomes às depressões tropicais que se formem dentro de sua área de responsabilidade e outro ciclone tropical que se mova dentro de sua área de responsabilidade. Em caso que a lista de nomes dadas a um ano sejam insuficientes, os nomes da lista auxiliar seriam tomados, os primeiros dez dos quais são publicados cada ano antes que a temporada comece. Os nomes não retirados serão usados na temporada do 2017. Esta foi a mesma lista usada na ano do 2009, a excepção de Fabian, Odette e Paolo os quais substituíram a Feira, Ondoy e Pepeng respectivamente. Os nomes não usados estão marcados com cinza.

### Nomes retirados
A ESCAP/WMO Typhoon Committee lembrou em sua sessão anual, realizado em fevereiro de 2014, o reforma dos nomes: Sonamu, Utor, Fitow e Haiyan pela quantidade de perdas materiais e humanas que provocaram ao longo de sua trajectória. O retiro fez-se efectivo a partir da 1 de janeiro de 2015 e estes nomes foram substituídos por Jongdari, Barijat, Mun e Bailu respectivamente. Enquanto, a PAGASA, decidiu retirar os nomes de Labuyo, Santi e Yolanda de sua listas de nomes para ciclones tropicais, e nunca serão usados para nomear a outro ciclone que entre ao área de responsabilidade filipina, foram substituídos por Lannie, Salomé e Yasmín em fevereiro de 2014.

## Efeito sazonais
A tabela seguinte não inclui tempestades sem nome, e os nomes da PAGASA estão entre parênteses. Tempestades que entram do Pacífico Central apenas incluem suas informações enquanto no Pacífico ocidental, e são notadas com um asterisco *.
| Nome                | Datas ativo                   | Classificação maior        | Velocidade ventos sustentados | Pressão               | Áreas afetadas                                                            | Prejuízos (USD) | Mortos | Refs                                           |
| ------------------- | ----------------------------- | -------------------------- | ----------------------------- | --------------------- | ------------------------------------------------------------------------- | --------------- | ------ | ---------------------------------------------- |
| Sonamu (Auring)     | 1 de janeiro – 10             | Tempestade tropical severa | 95 km/h (59 mph)              | 990 hPa (29.23 inHg)  | Filipinas, Vietname, Bornéu                                               | Minimal         | 2      | [ 22 ]                                         |
| Bising              | 12 de janeiro – 29            | Depressão tropical         | 55 km/h (34 mph)              | 1002 hPa (29.59 inHg) | Filipinas                                                                 | $37 000         | Nenhum | [ 406 ]                                        |
| Shanshan (Crising)  | 18 de fevereiro – 23          | Tempestade tropical        | 65 km/h (40 mph)              | 1002 hPa (29.59 inHg) | Filipinas, Bornéu                                                         | $275 000        | 11     |                                                |
| TD                  | 20 de março – 21              | Depressão tropical         | Não definido                  | 1006 hPa (29.71 inHg) | Filipinas                                                                 | Nenhum          | Nenhum |                                                |
| Yagi (Dante)        | 6 de julho – 12               | Tempestade tropical        | 85 km/h (53 mph)              | 990 hPa (29.23 inHg)  | Filipinas, Japão                                                          | Nenhum          | Nenhum |                                                |
| TD                  | 14 de julho – 15              | Depressão tropical         | 55 km/h (34 mph)              | 994 hPa (29.35 inHg)  | China, Hong Kong                                                          | Nenhum          | Nenhum |                                                |
| Leepi (Emong)       | 16 de julho – 21              | Tempestade tropical        | 75 km/h (47 mph)              | 994 hPa (29.35 inHg)  | Filipinas, Taiwan, Ilhas Ryukyu, Coreia do Sul, Japão                     | Nenhum          | Nenhum |                                                |
| Bebinca (Fabian)    | 19 de julho – 24              | Tempestade tropical        | 75 km/h (47 mph)              | 990 hPa (29.23 inHg)  | Filipinas, China, Vietnam                                                 | $53 000 000     | 1      | [ 64 ] [ 407 ] [ 408 ]                         |
| Rumbia (Gorio)      | 27 de julho – 2 de julho      | Tempestade tropical severa | 95 km/h (59 mph)              | 985 hPa (29.09 inHg)  | Filipinas, China                                                          | $191 000 000    | 7      | [ 75 ] [ 64 ]                                  |
| Soulik (Huaning)    | 7 de julho – 14               | Tufão muito forte          | 185 km/h (115 mph)            | 925 hPa (27.32 inHg)  | Filipinas, Japão, Taiwan, China                                           | $600 200 000    | 15     | [ 64 ] [ 409 ]                                 |
| Cimaron (Isang)     | 15 de julho – 18              | Tempestade tropical        | 75 km/h (47 mph)              | 1000 hPa (29.53 inHg) | Filipinas, Taiwan, China                                                  | $322 000 000    | 6      | [ 410 ] [ 64 ] [ 409 ]                         |
| TD                  | 18 de julho – 20              | Depressão tropical         | 55 km/h (34 mph)              | 1000 hPa (29.53 inHg) | Nenhum                                                                    | Nenhum          | Nenhum |                                                |
| Jebi (Jolina)       | 28 de julho – 3 de agosto     | Tempestade tropical severa | 95 km/h (59 mph)              | 985 hPa (29.09 inHg)  | Filipinas, China, Vietname, Laos, Tailândia                               | $83 200 000     | 7      | [ 64 ] [ 411 ] [ 408 ]                         |
| Mangkhut (Kiko)     | 5 de agosto – 8               | Tempestade tropical        | 75 km/h (47 mph)              | 992 hPa (29.29 inHg)  | Filipinas, Vietname, China, Laos, Tailândia                               | $56 100 000     | 7      | [ 412 ] [ 408 ]                                |
| Utor (Labuyo)       | 8 de agosto – 18              | Tufão violento             | 195 km/h (121 mph)            | 925 hPa (27.32 inHg)  | Filipinas, China                                                          | $3 550 000 000  | 97     | [ 64 ] [ 411 ] [ 413 ]                         |
| TD                  | 10 de agosto – 12             | Depressão tropical         | Não definido                  | 1002 hPa (29.59 inHg) | Nenhum                                                                    | Nenhum          | Nenhum |                                                |
| 13W                 | 15 de agosto – 19             | Depressão tropical         | 55 km/h (34 mph)              | 996 hPa (29.41 inHg)  | Okinawa, China                                                            | Nenhum          | Nenhum |                                                |
| Trami (Maring)      | 16 de agosto – 24             | Tempestade tropical severa | 110 km/h (68 mph)             | 965 hPa (28.50 inHg)  | Filipinas, Taiwan, Okinawa, China                                         | $598 000 000    | 34     | [ 64 ]                                         |
| Pewa                | 18 de agosto – 26             | Tempestade tropical severa | 100 km/h (62 mph)             | 990 hPa (29.23 inHg)  | Nenhum                                                                    | Nenhum          | Nenhum |                                                |
| Unala               | 19 de agosto                  | Tempestade tropical        | 65 km/h (40 mph)              | 1000 hPa (29.53 inHg) | Nenhum                                                                    | Nenhum          | Nenhum |                                                |
| 03C                 | 20 de agosto                  | Depressão tropical         | 50 km/h (31 mph)              | 1008 hPa (29.77 inHg) | Nenhum                                                                    | Nenhum          | Nenhum | [ 414 ]                                        |
| Kong-rey (Nando)    | 25 de agosto – 30             | Tempestade tropical severa | 100 km/h (62 mph)             | 980 hPa (28.94 inHg)  | Filipinas, Taiwan, China, Japão, Coreia do Sul                            | $21 200 000     | 9      | [ 64 ] [ 411 ]                                 |
| TD                  | 27 de agosto – 29             | Depressão tropical         | Não definido                  | 1002 hPa (29.59 inHg) | Nenhum                                                                    | Nenhum          | Nenhum |                                                |
| TD                  | 27 de agosto – 30             | Depressão tropical         | Não definido                  | 1008 hPa (29.77 inHg) | Nenhum                                                                    | Nenhum          | Nenhum |                                                |
| Yutu                | 29 de agosto – 5 de setembro  | Tempestade tropical        | 65 km/h (40 mph)              | 1002 hPa (29.59 inHg) | Nenhum                                                                    | Nenhum          | Nenhum | [ 415 ]                                        |
| Toraji              | 31 de agosto – 4 de setembro  | Tempestade tropical severa | 95 km/h (59 mph)              | 985 hPa (29.09 inHg)  | Taiwan, Japão                                                             | Minimal         | 3      |                                                |
| Man-yi              | 11 de setembro – 16           | Tufão                      | 120 km/h (75 mph)             | 960 hPa (28.35 inHg)  | Japão, Península de Kamchatka                                             | $1 620 000 000  | 6      | [ 416 ]                                        |
| 18W                 | 15 de setembro – 21           | Depressão tropical         | 55 km/h (34 mph)              | 996 hPa (29.41 inHg)  | Vietname, Laos, Tailândia                                                 | $96 600 000     | 27     | [ 181 ] [ 417 ] [ 418 ] [ 408 ]                |
| Usagi (Odette)      | 16 de setembro – 24           | Tufão violento             | 205 km/h (127 mph)            | 910 hPa (26.87 inHg)  | Filipinas, Taiwan, China                                                  | $4 320 000 000  | 39     | [ 64 ]                                         |
| Pabuk               | 19 de setembro – 27           | Tempestade tropical severa | 110 km/h (68 mph)             | 965 hPa (28.50 inHg)  | Ilhas Mariana do Norte                                                    | Nenhum          | Nenhum |                                                |
| TD                  | 22 de setembro – 23           | Depressão tropical         | Não definido                  | 1010 hPa (29.83 inHg) | Nenhum                                                                    | Nenhum          | Nenhum |                                                |
| Wutip (Paolo)       | 25 de setembro – 1 de outubro | Tufão                      | 120 km/h (75 mph)             | 965 hPa (28.50 inHg)  | Filipinas, Vietname, Tailândia, Laos, China                               | $648 000 000    | 27     | [ 64 ] [ 419 ] [ 408 ]                         |
| Sepat               | 29 de setembro – 2 de outubro | Tempestade tropical        | 75 km/h (47 mph)              | 992 hPa (29.29 inHg)  | Japão, Península de Kamchatka                                             | Nenhum          | Nenhum |                                                |
| Fitow (Quedan)      | 29 de setembro – 7 de outubro | Tufão                      | 140 km/h (87 mph)             | 960 hPa (28.35 inHg)  | Filipinas, Palau, Ilhas Ryukyu, Taiwan, China                             | $10 400 000 000 | 12     | [ 64 ]                                         |
| Danas (Ramil)       | 1 de outubro – 9              | Tufão muito forte          | 165 km/h (103 mph)            | 935 hPa (27.61 inHg)  | Ilhas Mariana do Norte, Guam, Ilhas Ryukyu, Japão, Coreia do Sul          | $228 000        | Nenhum |                                                |
| TD                  | 2 de outubro – 4              | Depressão tropical         | Não definido                  | 1006 hPa (29.71 inHg) | Nenhum                                                                    | Nenhum          | Nenhum |                                                |
| Phailin             | 5 de outubro – 6              | Depressão tropical         | Não definido                  | 1004 hPa (29.65 inHg) | Península Malaia                                                          | Nenhum          | Nenhum |                                                |
| Nari (Santi)        | 8 de outubro – 16             | Tufão                      | 140 km/h (87 mph)             | 965 hPa (28.50 inHg)  | Filipinas, China, Vietname, Laos, Cambódia, Tailândia                     | $289 000 000    | 93     | [ 64 ] [ 420 ] [ 421 ] [ 422 ] [ 423 ] [ 408 ] |
| Wipha (Tino)        | 9 de outubro – 16             | Tufão muito forte          | 165 km/h (103 mph)            | 930 hPa (27.46 inHg)  | Ilhas Marianas setentrionais, Guam, Japão, Península de Kamchatka, Alasca | $404 800 000    | 41     | [ 416 ] [ 424 ]                                |
| Francisco (Urduja)  | 15 de outubro – 26            | Tufão violento             | 195 km/h (121 mph)            | 920 hPa (27.17 inHg)  | Guam, Japão                                                               | $150 000        | Nenhum |                                                |
| 27W                 | 17 de outubro – 22            | Depressão tropical         | 55 km/h (34 mph)              | 1002 hPa (29.59 inHg) | Nenhum                                                                    | Nenhum          | Nenhum |                                                |
| Lekima              | 19 de outubro – 26            | Tufão violento             | 215 km/h (134 mph)            | 905 hPa (26.72 inHg)  | Ilhas Mariana do Norte, Iwo Jima, Japão                                   | Nenhum          | Nenhum |                                                |
| Krosa (Vinta)       | 27 de outubro – 5 de novembro | Tufão                      | 140 km/h (87 mph)             | 970 hPa (28.65 inHg)  | Filipinas, Taiwan, China, Vietname                                        | $6 400 000      | 4      |                                                |
| 30W (Wilma)         | 2 de novembro – 7             | Depressão tropical         | 55 km/h (34 mph)              | 1004 hPa (29.65 inHg) | Palau, Filipinas, Vietname, Cambódia, Tailândia, Mianmar                  | $1 500 000      | Nenhum | [ 408 ]                                        |
| Haiyan (Yolanda)    | 3 de novembro – 11            | Tufão violento             | 230 km/h (140 mph)            | 895 hPa (26.43 inHg)  | Chuuk, Yap, Palau, Filipinas, Vietname, Laos, China                       | $2 980 000 000  | 6 352  | [ 425 ] [ 64 ] [ 426 ] [ 427 ] [ 428 ] [ 408 ] |
| Podul (Zoraida)     | 11 de novembro – 15           | Tempestade tropical        | 65 km/h (40 mph)              | 1000 hPa (29.53 inHg) | Palau, Filipnas, Vietname, Cambódia, Tailândia                            | $194 100 000    | 46     | [ 408 ]                                        |
| TD                  | 17 de novembro – 18           | Depressão tropical         | Não definido                  | 1006 hPa (29.71 inHg) | Vietname                                                                  | Nenhum          | Nenhum |                                                |
| Lehar               | 19 de novembro – 22           | Depressão tropical         | Não definido                  | 1004 hPa (29.65 inHg) | Indonésia, Malásia, Tailândia                                             | Nenhum          | Nenhum |                                                |
| 33W                 | 3 de dezembro                 | Depressão tropical         | Não definido                  | 1006 hPa (29.71 inHg) | Nenhum                                                                    | Nenhum          | Nenhum | [ 429 ]                                        |
| Totais da temporada |                               |                            |                               |                       |                                                                           |                 |        |                                                |
| 49 sistemas         |                               |                            | 230 km/h (140 mph)            | 895 hPa (26.43 inHg)  |                                                                           | $26 434 623 000 | 6,836  |                                                |